# Madalena Sá Pessoa
Maria Madalena Nunes Pereira de Sá Pessoa (Setúbal, 5 de maio de 1920 - 15 de fevereiro de 2020) foi uma pianista portuguesa.

## Formação e Carreira
Iniciou os seus estudos de música aos 8 anos de idade. Frequentou o Conservatório de Lisboa, onde terminou o Curso Superior de Piano, orientado pelo Professor Jaime Silva, com a nota final de 19 valores.
Aos 21 anos vai para a Covilhã onde começa a dar aulas de piano a particulares. Aos 23 anos casa com o industrial de Lanifícios António de Sá Pessoa, com quem tem 7 filhos. Aos 40 anos fica viúva, deixa a Covilhã e instala-se com os seus 7 filhos em Carcavelos.
Frequentou o curso de Iniciação Musical, na Fundação Calouste Gulbenkian, regido pelo Professor Edgar Willems. Frequentou um curso de aperfeiçoamento, no Conservatório de Délémont (Suíça), regido pelo Professor Jacques Chapuis.
Frequentou o curso de Verão do Professor Jos Wytack. Leccionou na Escola Preparatória Conde de Oeiras. Leccionou na Academia de Santa Cecília. Leccionou no Colégio “O Cavalinho”. Leccionou na Escola de Dança Ana Mangericão.
Durante os anos 60 e 70, foi organista na Igreja Paroquial de Carcavelos, voltou nos finais dos anos 90 até 2008.
A partir dos finais dos anos 70, passou a leccionar na Academia dos Amadores de Música, onde permaneceu cerca de 25 anos. Aqui lecionou as disciplinas de Iniciação Musical, Pré-Solfejo e Piano, tendo particular destaque o ensino de música para crianças.
Paralelamente ao ensino da disciplina de iniciação musical, dedica-se particularmente à especialidade de acompanhamento pianístico, tendo colaborado com a Professora Pilar Torres Quinhones Levy, com quem fez várias digressões pelo país.
Durante vários anos fez o acompanhamento pianístico do Coro da Academia dos Amadores de Música, sobre a orientação do maestro Fernando Lopes-Graça e mais tarde o com o maestro José Robert.
Madalena Sá Pessoa acompanhou ao piano a «voz etnográfica» (expressão de Mário Vieira de Carvalho) de Celeste Amorim.
A Câmara Municipal de Setúbal atribuiu o seu nome a uma praceta: Praceta Madalena Sá Pessoa, na Aldeia de Paio Pires.

## Obras Literárias e Musicais
Ana Maria Ferrão (Autor), Madalena Sá Pessoa (Autor) Edição da Plátano Editora Fernando Lopes-Graça, Celeste Amorim, Madalena Sá Pessoa.
Canções do 25 de Abril e 13 Canções Heróicas 1 de Janeiro de 1989, Associação 25 de Abril.